# Lenticulina
Lenticulina es un género de foraminífero bentónico de la subfamilia Lenticulininae, de la familia Vaginulinidae, de la superfamilia Nodosarioidea, del suborden Lagenina y del orden Lagenida. Su especie tipo es Lenticulites rotulatus. Su rango cronoestratigráfico abarca desde el Triásico hasta la Actualidad.

## Clasificación
Se han descrito numerosas especies de Lenticulina. Entre las especies más interesantes o más conocidas destacan:
- Lenticulina calcar
- Lenticulina cultrata
- Lenticulina erratica
- Lenticulina gottingensis
- Lenticulina iota
- Lenticulina macrodisca
- Lenticulina mamilligera
- Lenticulina muensteri
- Lenticulina nodosa
- Lenticulina ouachensis
- Lenticulina pseudocrassa
- Lenticulina rotulatus
- Lenticulina saxonica
- Lenticulina subalata
- Lenticulina subgibba
- Lenticulina suborbicularis
- Lenticulina vortex

Un listado completo de las especies descritas en el género Lenticulina puede verse en el siguiente anexo.
En Lenticulina se han considerado los siguientes subgéneros:
- Lenticulina (Astacolus), aceptado como género Astacolus
- Lenticulina (Darbyella), también considerado como género Darbyella y aceptado como Lenticulina
- Lenticulina (Guembelia), también considerado como género Guembelia y como sinónimo de Nummulites
- Lenticulina (Hantkenia), también considerado como género Hantkenia y como Nummulites (Hantkenia), y aceptado como Paronaea
- Lenticulina (Hemicristellaria), también considerado como género Hemicristellaria y aceptado como Hemirobulina
- Lenticulina (Hemirobulina), aceptado como género Hemirobulina
- Lenticulina (Lenticulites), también considerado como género Lenticulites y aceptado como Lenticulina
- Lenticulina (Marginulinopsis), aceptado como género Marginulinopsis
- Lenticulina (Planularia), aceptado como género Planularia
- Lenticulina (Robulus), también considerado como género Robulus y aceptado como Lenticulina
- Lenticulina (Saracenaria), aceptado como género Saracenaria
- Lenticulina (Vaginulinopsis), aceptado como género Vaginulinopsis